# Wilhelminadorp (Goes)
Wilhelminadorp (seeländisch ’t Wulleminadurp) ist ein kleines Dorf im Gemeindegebiet der Stadt Goes in der niederländischen Provinz Zeeland. Das Dorf hat 795 Einwohner (Stand: 1. Januar 2024).
Wilhelminadorp entstand im Jahr 1812 durch die Eindeichung des Wilhelminapolders. Ursprünglich hieß der Polder Lodewijkspolder, benannt nach Louis Napoléon Bonaparte (niederländisch Lodewijk Napoleon), der als König von Holland 1809 beschloss, das Gebiet einzupoldern. Im Jahr 1815 erhielt der Polder seinen heutigen Namen nach Wilhelmine von Preußen, der Ehefrau des niederländischen Königs Wilhelm I. Eine Besonderheit dieses Polders ist, dass sich hier nur ein Landwirtschaftsbetrieb niederließ, die „Koninklijke Maatschap de Wilhelminapolder“  („Königliche Gesellschaft Wilhelminapolder “). Dieser Betrieb besteht noch immer und war einer der größten Landwirtschaftsbetriebe der Niederlande. Der Betrieb erstreckt sich über eine Fläche von 1700 ha (= 17 km²), wovon rund 1300 ha (= 13 km²) Ackerland sind.
Wilhelminadorp liegt am Kanal von Goes zur Oosterschelde. Zu Wilhelminadorp gehören außerdem Goese Sas, das an der Mündung dieses Kanals liegt, und auch Roodewijk, beides Siedlungen im ländlichen Außenbereich des Dorfes. Die niederländisch-reformierte Kirche („Hervormde Kerk“) im Dorf wurde nach einem Entwurf des niederländischen Architekten Isaäc Warnsinck gebaut.
Bei Wilhelminadorp gibt es das Restaurant Katseveer, das im Jahr 2005 einen Michelin-Stern empfing.

## In Wilhelminadorp geboren
- Arie Pieter Minderhoud (3. März 1902), Landwirtschaftsexperte

## Bilder

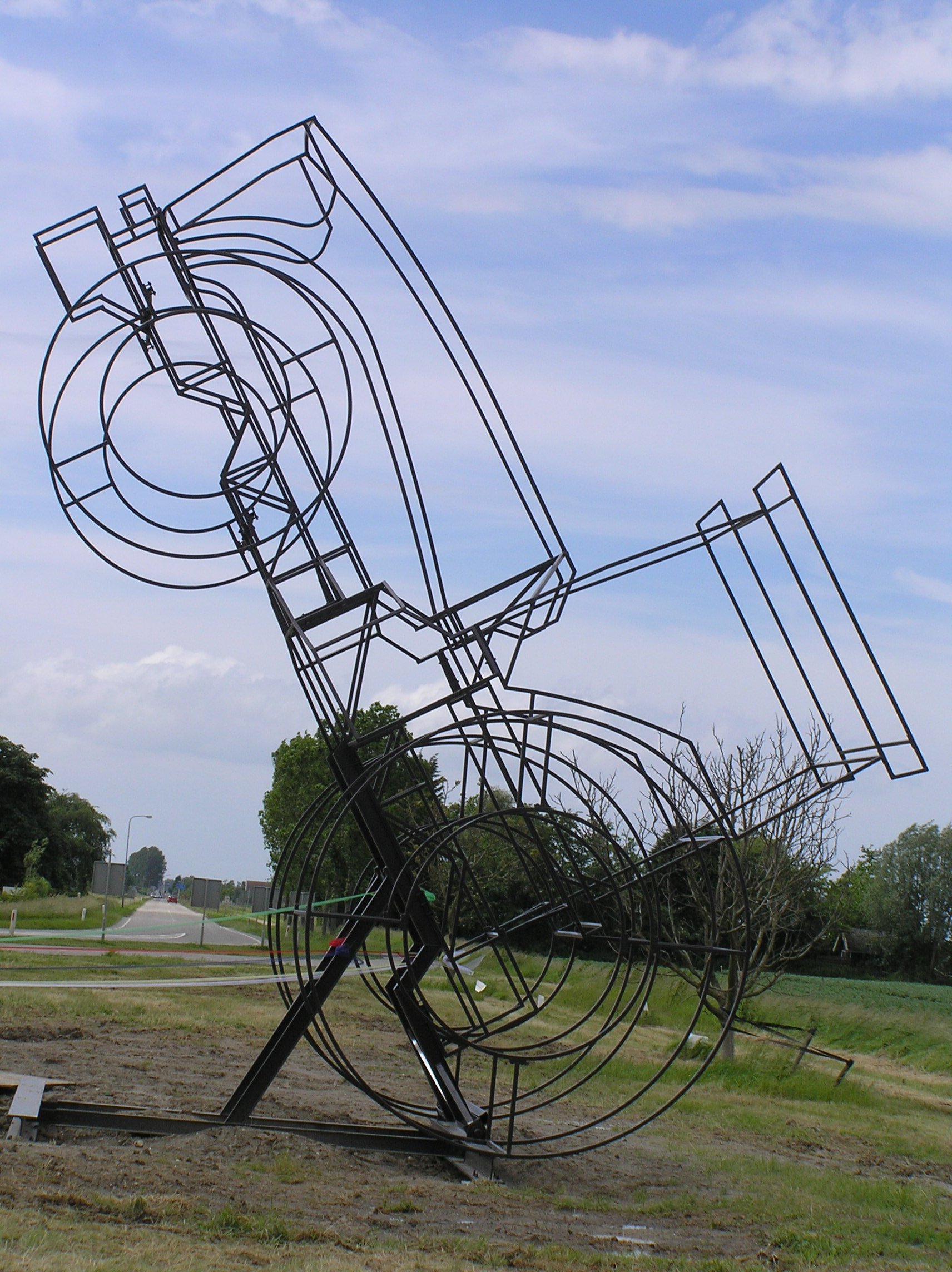
„Dance John Dance“, ein Kunstwerk des Künstlers Wim Bakker in Wilhelminadorp
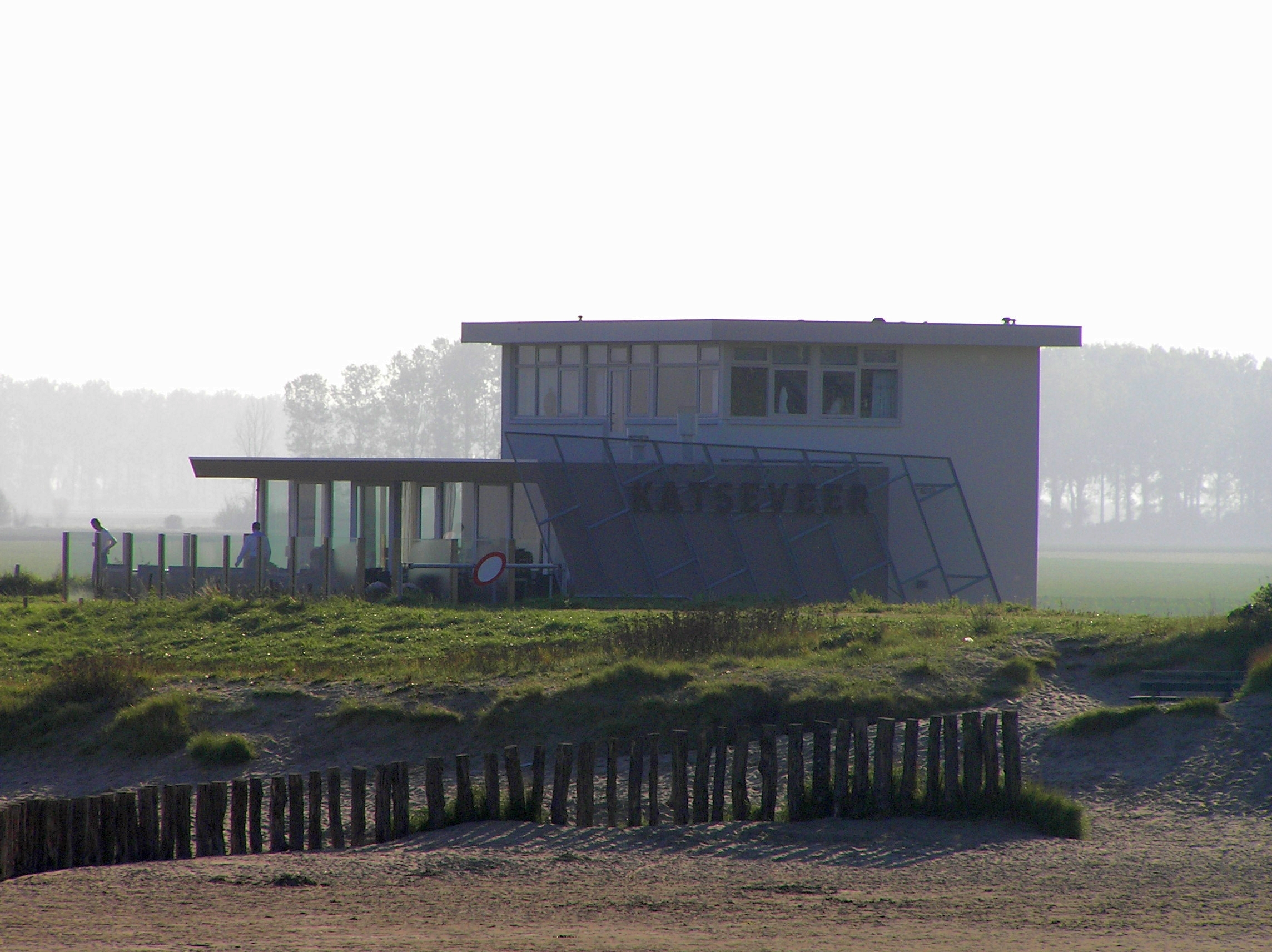
Das Restaurant „Katseveer“
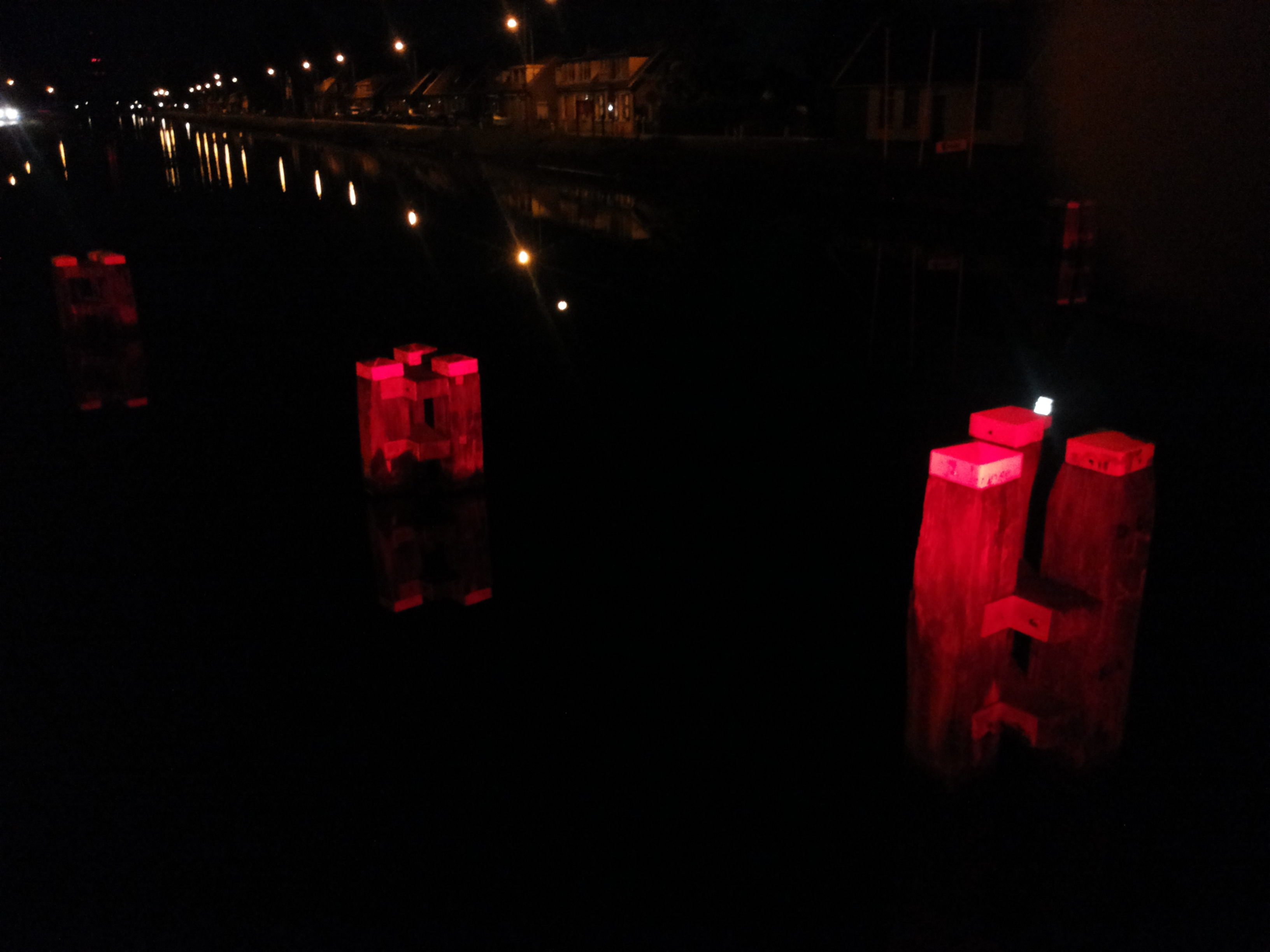
Der Kanal von Goes zur Oosterschelde bei Nacht in Wilhelminadorp (mit rot beleuchteten Dalben)
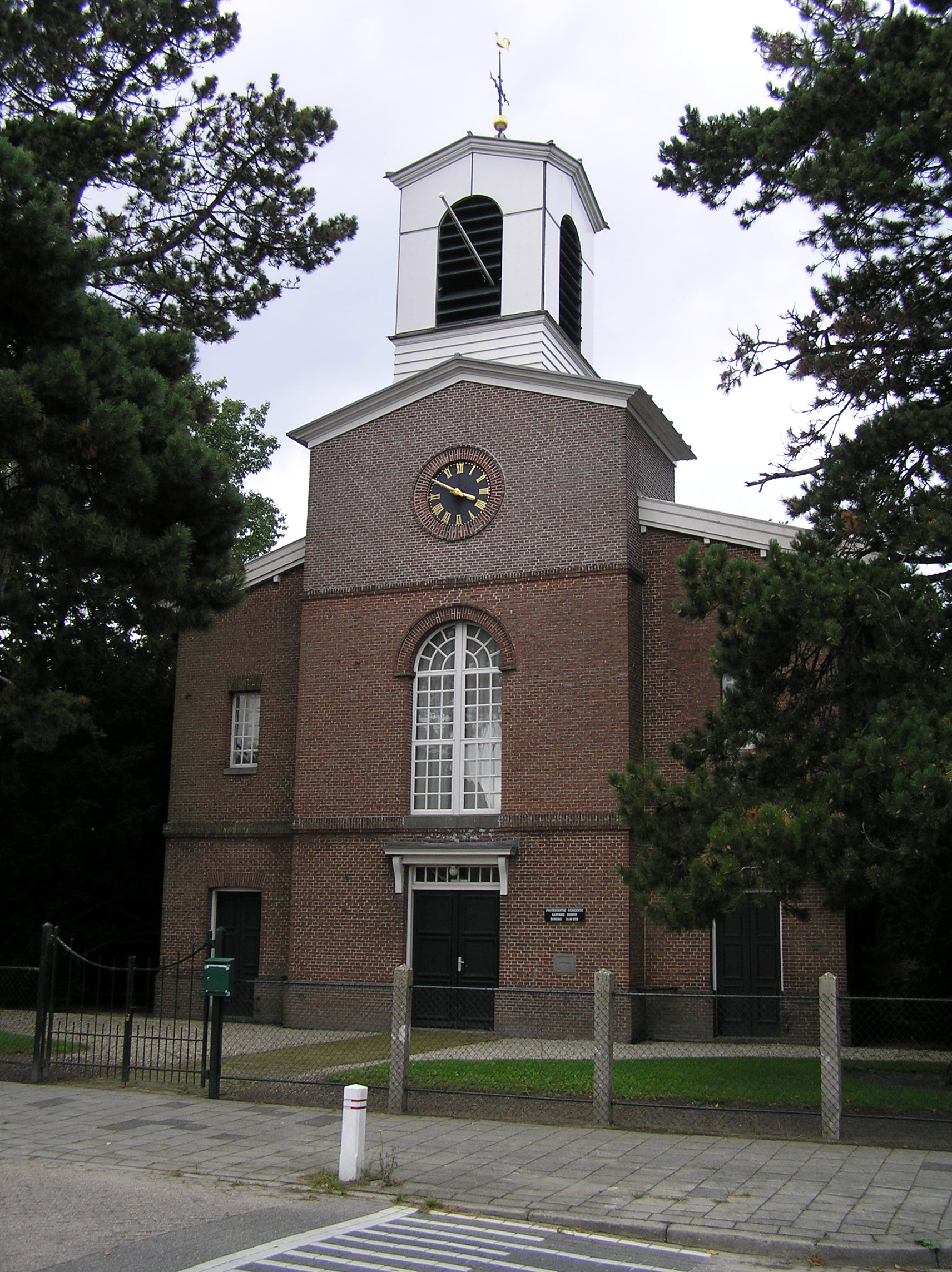
Die Hervormde Kerk in Wilhelminadorp
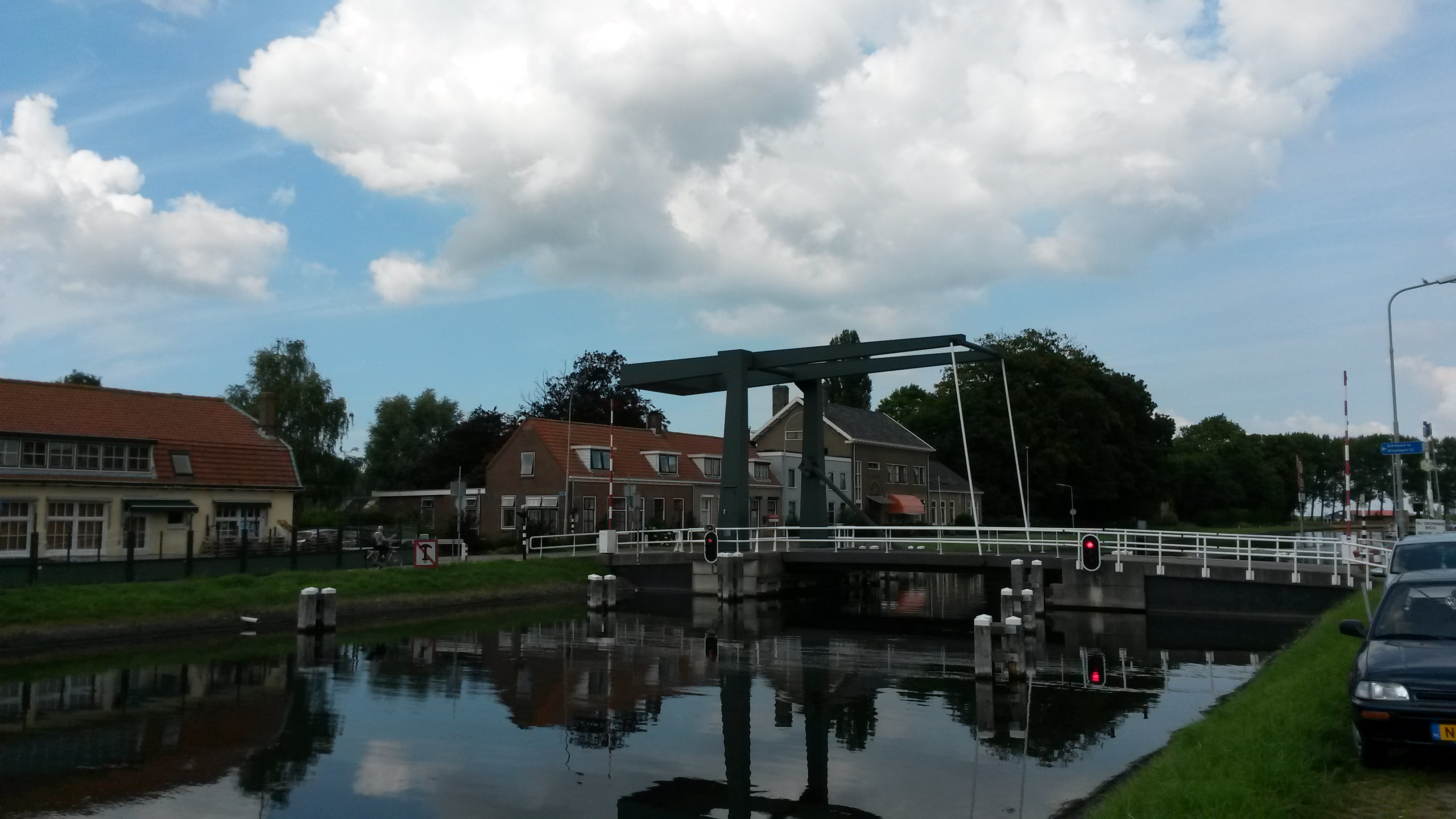
Klappbrücke in Wilhelminadorp bei Goes
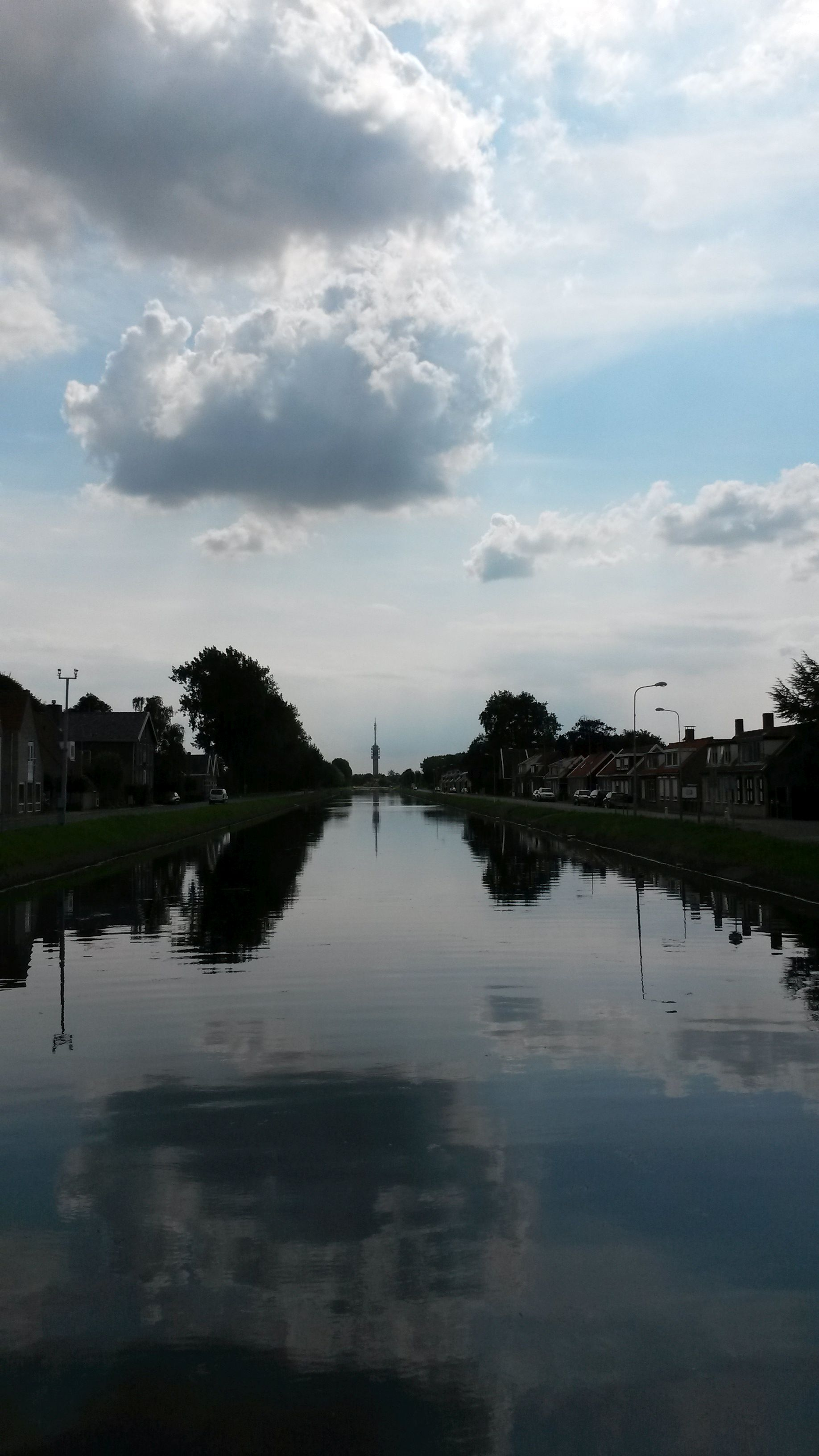
Wilhelminadorp bei Goes, Foto von der Klappbrücke zum Fernsehturm in Goes